# LPGA Tour 1957
Navigation
Édition précédente Édition suivante
Le LPGA Tour 1957 est la huitième édition du Ladies Professional Golf Association Tour (LPGA), circuit professionnel féminin de golf, qui se déroule du 11 janvier 1957 au 21 octobre 1957 exclusivement aux États-Unis à l'exclusion d'un tournoi à Cuba. Cette huitième édition de ce circuit permet de proposer un certain nombre de tournois professionnels destinés aux femmes en dehors des compétitions amateurs. La volonté de la professionnalisation des golfeuses leur permet désormais de gagner de l'argent en jouant au golf.
Cette saison comporte vingt-cinq tournois, autant qu'en 1956, auxquels sont insérées des dotations financières en fonction du résultat de la golfeuse. Quatre de ces tournois sont considérés comme « tournoi majeur » - le Championnat Titleholders, le Western Open, le Championnat LPGA et l'Open américain - et sont considérés comme les plus prestigieux et difficiles à remporter.
Patty Berg gagne pour la troisième fois le classement des gains avec 16 272 $ en remportant cinq victoires dont deux tournois majeurs : le Championnat Titleholders et le Western Open. Les deux autres tournois majeurs,  le Championnat LPGA et l'Open américain, sont respectivement remportés par les Américaines Louise Suggs et Betsy Rawls. L'Uruguayenne Fay Crocker est la seule non-américaine à s'imposer dans un tournoi sur le circuit LPGA cette saison. Enfin, le « Trophée Vare », créé en 1953, récompensant la golfeuse ayant la moyenne de score la plus basse de la saison est remporté par Louise Suggs pour la première fois.

## Histoire
Pour l'organisation de cette huitième édition, tous les tournois se disputent aux États-Unis, excepté un tournoi à Cuba, par des golfeuses principalement américaines professionnelles et amateures. Le calendrier établi fait débuter la saison en Géorgie. L'Open de Sea Island ouvre la saison avec la victoire de Mickey Wright. Au cours de cette saison, tous les tournois ont été remportés par des golfeuses professionnelles. L'Uruguayenne Fay Crocker est la seule non-américaine à remporter un tournoi du LPGA cette saison.
Avec cinq tournois remportés dont deux tournois majeurs, le Championnat Titleholders et le Western Open, l'Américaine Patty Berg termine première au tableau des gains avec 16 272 $ pour la troisième fois de sa carrière après les éditions 1954 et 1955. Les deux autres tournois majeurs,  le Championnat LPGA et l'Open américain, sont respectivement remportés par les Américaines Louise Suggs et Betsy Rawls. 

## Participantes à la saison LPGA 1957
Les participantes ont deux statuts. Certaines sont devenues professionnelles, et pour certaines avant la création de ce circuit, mais de nombreuses amateures prennent également part aux tournois sans toutefois pouvoir recevoir le montant des gains en raison de leur statut.
| Participantes    | Participantes    | Participantes    | Participantes    | Participantes    |
| Professionnelles | Professionnelles | Professionnelles | Professionnelles | Professionnelles |
| ---------------- | ---------------- | ---------------- | ---------------- | ---------------- |
| Gloria Armstrong | Alice Bauer      | Patty Berg       | Vonnie Colby     | Kathy Cornelius  |
| Fay Crocker      | Mary Lena Faulk  | Gloria Fecht     | Betty Dodd       | Marlene Hagge    |
| Beverly Hanson   | Betty Hicks      | Betty Jameson    | Ruth Jessen      | Peggy Kirk Bell  |
| JoAnn Prentice   | Jackie Pung      | Bonnie Randolph  | Betsy Rawls      | Marilynn Smith   |
| Wiffi Smith      | Louise Suggs     | Mickey Wright    | Joyce Ziske      |                  |
| Amateures        |                  |                  |                  |                  |
| Judy Bell        | Diane Garrett    | Murle MacKenzie  | Anne Quast       | Anne Richardson  |

## Calendrier de la saison 1957
L'édition 1957 se déroule du 11 janvier 1957 au 21 octobre 1957. La tableau suivant présente tous les tournois programmés pour la saison 1957. Les chiffres entre parenthèses correspondent au nombre de victoires remportées au moment de la victoire de la golfeuse audit tournoi remporté. Il est à noter que tous les tournois considérés comme tournois majeurs sont reconnus comme victoires officielles au palmarès du LPGA et ajoutés au palmarès des golfeuses, même avant sa création en 1950. Les tournois majeurs sont indiqués en gras.
| Date       | Tournoi                                         | Catégorie      | Dotation (US$) | Vainqueur individuelle |
| ---------- | ----------------------------------------------- | -------------- | -------------- | ---------------------- |
| 13/01/1957 | Open de Sea Island, Géorgie                     |                | 4 488 $        | Mickey Wright (2)      |
| 20/01/1957 | Open de Tampa, Floride                          |                | 4 488 $        | Betsy Rawls (22)       |
| 27/01/1957 | Open de Lake Worth, Floride                     |                | 4 488 $        | Betsy Rawls (23)       |
| 03/02/1957 | Open de la Havane, Cuba                         |                | 4 488 $        | Patty Berg (43)        |
| 12/02/1957 | Open de Serbin, Floride                         |                | 3 500 $        | Fay Crocker (6)        |
| 10/02/1957 | Open de St. Petersburg, Floride                 |                | 4 488 $        | Mary Lena Faulk (2)    |
| 03/03/1957 | Open de Jacksonville, Floride                   |                | 5 000 $        | Mickey Wright (3)      |
| 16/03/1957 | Championnat Titleholders, Géorgie               | Tournoi majeur | 5 000 $        | Patty Berg (44)        |
| 14/04/1957 | Open de Dallas, Texas                           |                | 6 670 $        | Wiffi Smith (1)        |
| 21/04/1957 | Open de Babe Zaharias, Texas                    |                | 4 640 $        | Marlene Hagge (12)     |
| 28/04/1957 | Western Open, Alabama                           | Tournoi majeur | 5 000 $        | Patty Berg (45)        |
| 05/05/1957 | Open de Peach Blossom, Caroline du Sud          |                | 4 488 $        | Betsy Rawls (24)       |
| 12/05/1957 | Open de Smokey, Tennessee                       |                | 7 500 $        | Beverly Hanson (9)     |
| 26/05/1957 | Open de Land of Sky, Caroline du Nord           |                | 6 478 $        | Beverly Hanson (10)    |
| 02/06/1957 | Triangle Round Robin, Virginie                  |                | 9 600 $        | Fay Crocker (7)        |
| 10/06/1957 | Championnat LPGA, Indiana                       | Tournoi majeur | 6 750 $        | Louise Suggs (38)      |
| 29/06/1957 | Open américain, Minnesota                       | Tournoi majeur | 6 820 $        | Betsy Rawls (25)       |
| 28/07/1957 | Open de Wolverine, Michigan                     |                | 7 500 $        | Mickey Wright (4)      |
| 11/08/1957 | All American Open, Illinois                     |                | 15 000 $       | Patty Berg (46)        |
| 11/08/1957 | World Championship, Illinois                    |                | 15 000 $       | Patty Berg (47)        |
| 18/08/1957 | Open du Colonial, Mississippi                   |                | 4 587 $        | Betty Dodd (2)         |
| 30/09/1957 | Open de Reno, Nevada                            |                | 3 500 $        | Betsy Rawls (26)       |
| 06/10/1957 | Open de l'United Voluntary Services, Californie |                | 4 744 $        | Wiffi Smith (2)        |
| 07/10/1957 | Heart of America Invitational, Missouri         |                | 4 744 $        | Louise Suggs (39)      |
| 21/10/1957 | Open de Lawton, Oklahoma                        |                | 4 489 $        | Marlene Hagge (13)     |

## Classements saison 1957

### Tableau des gains («Money list»)
Le tableau ci-dessous est le classement des golfeuses par gains obtenus sur cette saison 1957. Le classement par gains est remporté par Patty Berg avec 16 272 $ remportés.
| Cla. | Golfeuses  | Gains    | Victoires |
| ---- | ---------- | -------- | --------- |
| 1    | Patty Berg | 16 272 $ | 5         |

### Trophée Vare («Vare Trophy»)
Le tableau ci-dessous est le classement des golfeuses par scores les plus bas sur cette saison 1957.
| Cla. | Golfeuses    | Moyenne |
| ---- | ------------ | ------- |
| 1    | Louise Suggs |         |